# Haus Romberg

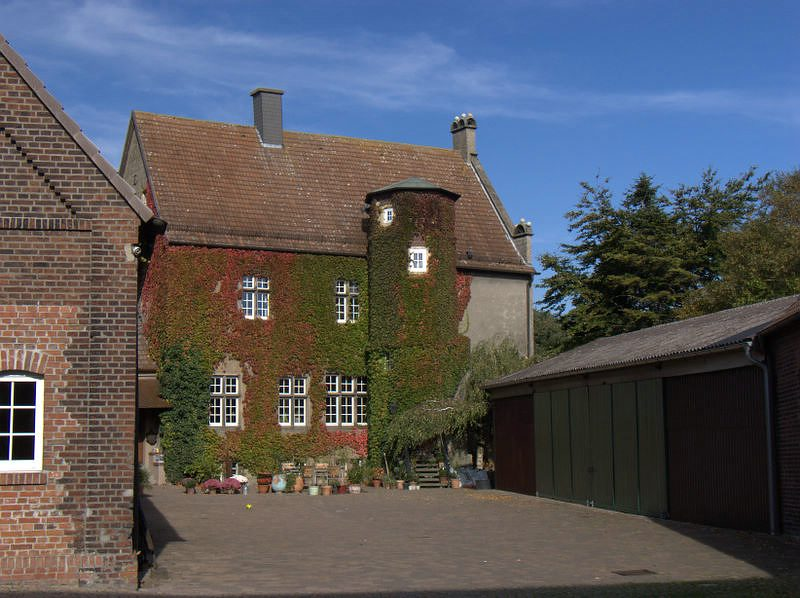
Haus Romberg Haupthaus

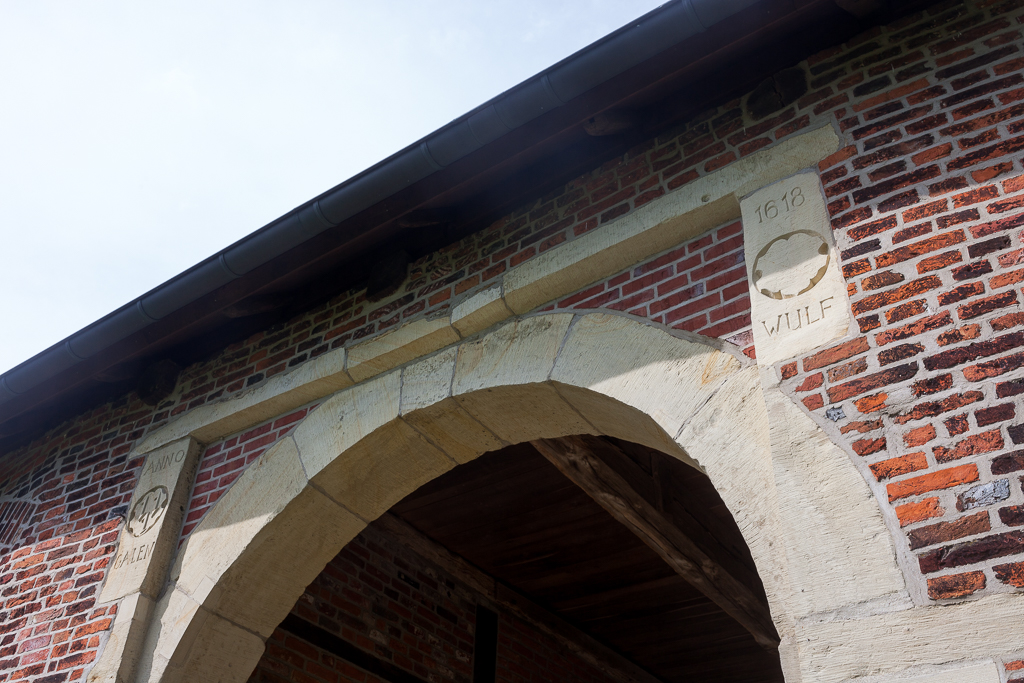
Haus Romberg, Details am Torhaus, 2012

Das Haus Romberg (früher auch Haus Rodenberg genannt) ist ein kleiner Rittersitz im Ascheberger Ortsteil Davensberg im Münsterland.

## Gebäude
Die Burg war ursprünglich eine Zwei-Insel-Anlage mit voneinander getrennter Haupt- und Vorburg. Heute besteht sie aus einer unregelmäßigen Insel, die von einem breiten Graben umgeben ist. Dieser Komplex lag früher innerhalb eines jetzt abgetragenen Ringwalls mit eigenem Außengraben. Das heutige zweigeschossige Herrenhaus ist in der ersten Hälfte des 16. Jahrhunderts im Renaissancestil erbaut worden. Auf der Südseite ist ein achteckiger Treppenturm mit Eckquaderungen aus Sandstein angefügt. Aus dem frühen 17. Jh. stammt ein eingeschossiger Anbau an der Südostecke. Das komplette Gebäude ist aus Backsteinen erbaut worden und weist heute einen Zementverputz auf. Auf der Südseite des Hofplatzes steht ein durch eine Inschrift in das Jahr 1618 datiertes Torhaus aus Ziegeln auf einem Bruchsteinsockel mit Schießscharten und einem Fachwerkaufbau auf der Hofseite. Ursprünglich muss es ein vorkragendes Fachwerkobergeschoss besessen haben.

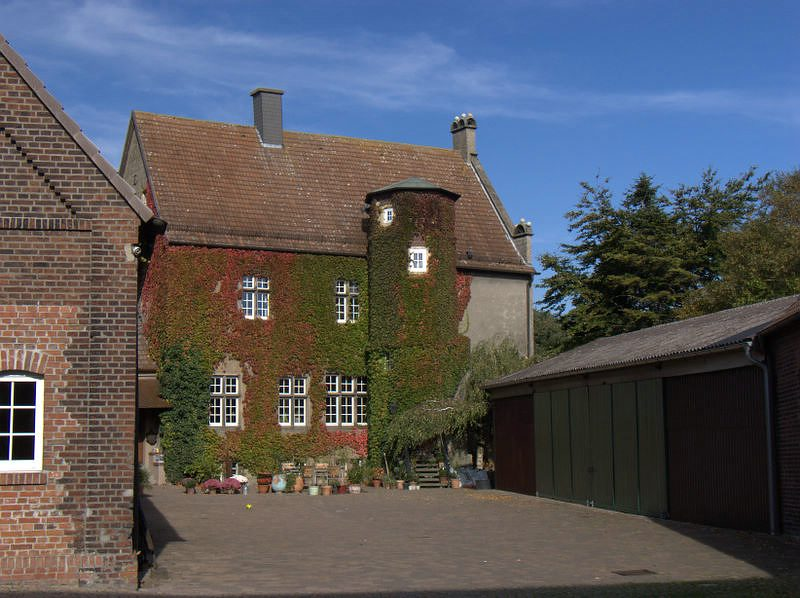
Das Haupthaus
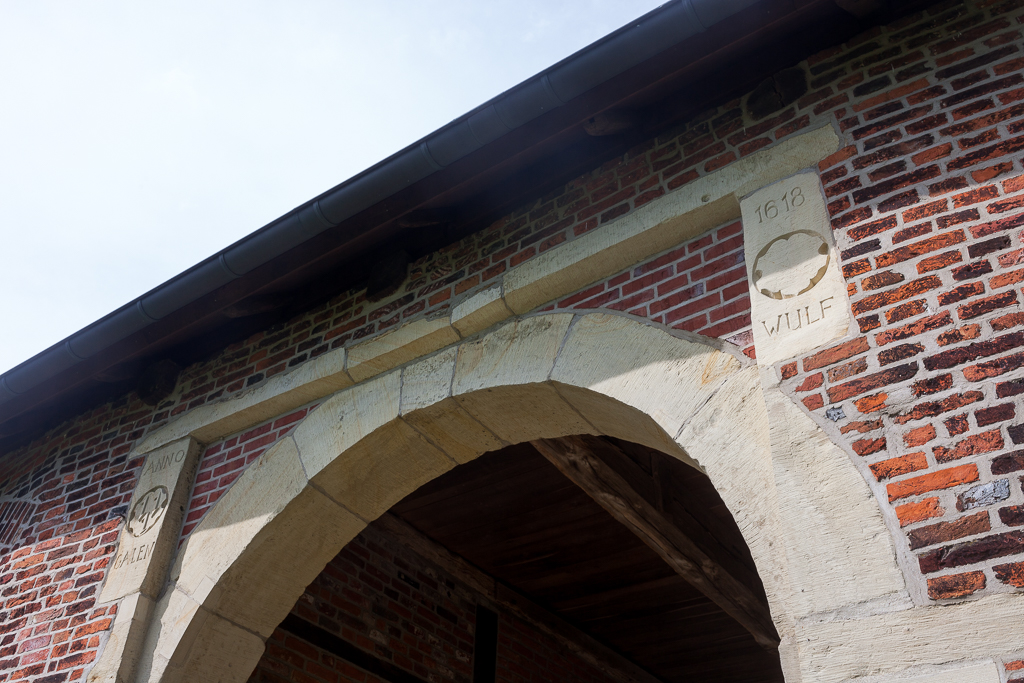
Details am Torhaus, 2012
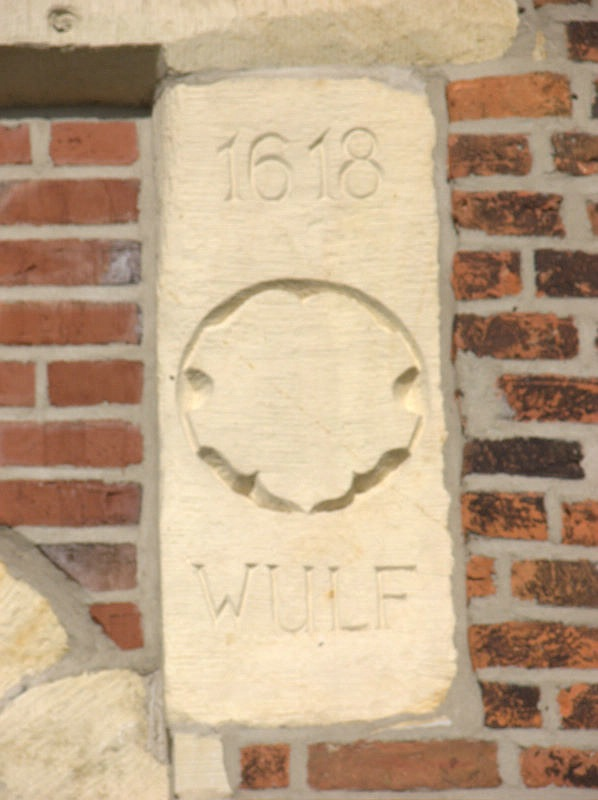
Wappen am Torhaus

## Eigentümer
Die ersten bekannten Besitzer war die Familie von Rodenberg. Man nimmt an, dass es der damals in Menden lebenden Familie gehört hat.
Durch Heirat der Carda von Romberg, Tochter des Bernhard von Rodenberg (Romberg) und der Godeke von Vittinghoff gen. Nortkerke, mit dem Heinrich von der Leythe (Leithe) gelangte das Haus in den Besitz der Familie von der Leythe.
Die erste Tochter Margarethe wurde Erbin von Gut Roggenhagen (Rönhagen) im Kirchspiel Olfen. Diese heiratete 1503 den Bernhard von Wulff zu Füchteln, auch von Wulff gen. Lüdinghausen genannt.
Erbin des Hauses war die zweite Tochter Jaspara, welche 1506 den Johann von Schenking und anschließend den Heinrich von Ledebur († 1603) heiratete. Nach ihrem Tod fiel das Haus Romberg auf Margarethes zweiten Sohn Bernhard, welcher die Clara von Frydag, Erbin zu Bispink im Kirchspiel Rinkerode heiratete, und von ihm dann auf deren Tochter Bernharda.
Bernharda heiratete im Jahr 1566 den Dietrich von Galen zu Vellinghausen und das Haus ging in den Besitz der Familie von Galen über. Somit waren die von Galen am längsten im Besitz von Haus Romberg. Heute befindet es sich in Privatbesitz. Die derzeitigen Eigentümer haben bereits eine Reihe von Renovierungsarbeiten vorgenommen.